# Мазанов, Лавр Александрович
Лавр Александрович Мазанов (1900—1959) — советский военачальник, генерал-лейтенант артиллерии (1943), участник Великой Отечественной войны. В 1943 году попал в немецкий плен, после войны вернулся в СССР и продолжил службу.

## Биография

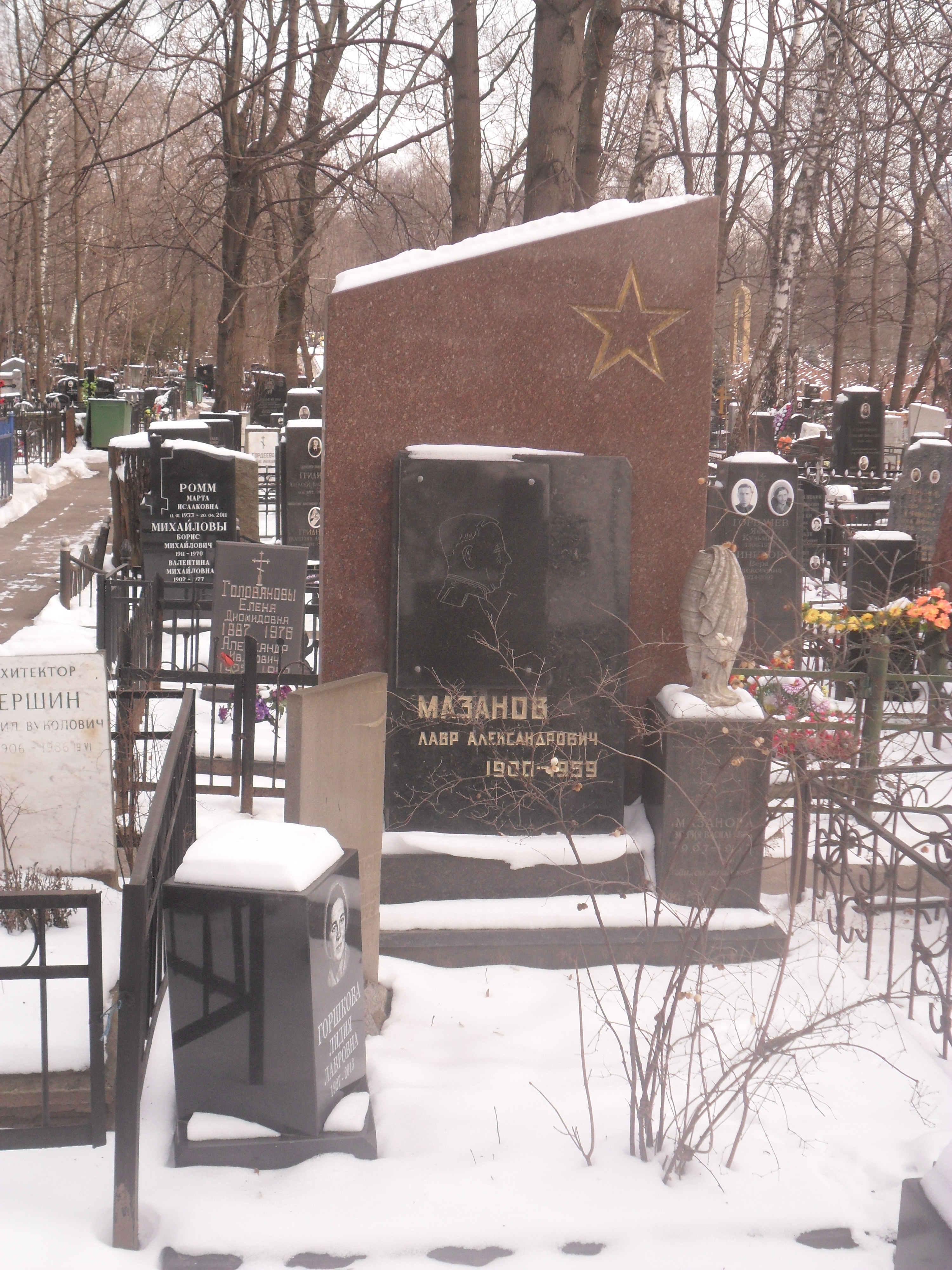
Могила Мазанова на Преображенском кладбище Москвы.

Лавр Мазанов родился 1 сентября 1900 года в деревне Горки Тверской губернии в крестьянской семье. В 1912 году он окончил четырёхклассную сельскую школу. В 1915—1917 годах работал в штамповочной мастерской, в 1917—1919 годах — работал в отцовском хозяйстве. В июне 1919 года по призыву Мазанов пошёл в Рабоче-Крестьянскую Красную Армию. В 1921 году в должности разведчика-артиллериста участвовал в подавлении Кронштадтского восстания. В 1923 году Мазанов окончил военную артиллерийскую школу, после его до 1931 года командовал различными артиллерийскими подразделениями. В 1934 году он окончил Военную академию имени Фрунзе. В 1934—1936 годах был начальником штаба артиллерийского полка в Белорусской ССР. Затем до 1941 года преподавал на артиллерийских курсах.
В 1941 году Мазанов был назначен начальником артиллерии 30-й армии. Принимал участие в Великой Отечественной войне с ноября 1941 года. 1 октября 1942 года ему было присвоено звание генерал-майора. В 1943 году Мазанов был назначен командующим артиллерией 10-й гвардейской армии. 5 июля 1943 года ему было присвоено звание генерал-лейтенанта артиллерии. В июле 1943 года Мазанов был направлен для временного исполнения обязанностей командира корпусной артиллерийской группы 16-го гвардейского корпуса 11-й гвардейской армии. 12 июля 1943 года армия перешла в контрнаступление на Орловском направлении. 13 июля командир корпуса генерал Лапшов пригласил Мазанова поехать с ним на осмотр подбитой немецкой техники. В темноте автомобиль марки «Виллис», в котором они ехали, был обстрелян остатками немецких войск, которые прятались между танками, чтобы в темноте уйти к своим. Лапшов, его шофёр и адъютант погибли на месте, а Мазанов был захвачен в плен.
Содержался в ряде концентрационных лагерей. В начале 1945 года он был переведён в лагерь Фелингбостель, из которого его освободили 17 апреля 1945 года американские войска. Через советскую военную миссию по репатриации в Париже Мазанов был отправлен в Москву. В начале 1946 года после проверки в органах НКВД он был восстановлен в кадрах Советской Армии, и направлен слушателем на Высшие академические курсы при Военной академии Генерального штаба. После их окончания Мазанов остался в академии преподавателем кафедры артиллерии. 28 ноября 1953 года вышел в отставку по состоянию здоровья.
Умер в Москве 30 октября 1959 года. Награждён орденами Ленина (1946), двумя орденами Красного Знамени (1942, 1946), Знаком Почёта (1941).

## В воспоминаниях современников
Под Медынцевом танкисты и артиллеристы подбили до десятка «тигров». Лапшов, будучи человеком горячим и нетерпеливым, захотел немедленно осмотреть машины, о которых гитлеровцы плели столько небылиц . Вместе с командующим артиллерией генерал-лейтенантом Л. А. Мазановым он поехал к подбитым танкам. И вдруг из-за них выскочили гитлеровцы. В завязавшейся перестрелке командир корпуса и его адъютант были убиты, а командующий артиллерией ранен и захвачен в плен. Адъютант генерала Мазанова спасся буквально чудом, от него-то мы и узнали о случившемся…. На войне, как известно, без жертв не бывает, но эта потеря, очень чувствительная для нас, была ничем не оправдана.

Через несколько дней в наши руки среди прочих немецких документов попал протокол допроса генерала Л. А. Мазанова. Он вёл себя мужественно, на допросе всячески стремился запутать немецкое командование, и ему в известной степени удалось это. С возмущением отклонил он и посулы предателя Власова, пытавшегося завербовать генерала в свою пресловутую армию. После освобождения из плена генерал Л. А. Мазанов успешно продолжал службу в Советской Армии.
— Герой Советского Союза  Маршал Советского Союза  Баграмян И.Х.  Так  шли мы к победе. -  М: Воениздат, 1977.- С.215,216.